# Fred Haise
Fred Wallace Haise (Biloxi, Mississippi, 1933. november 14. –) amerikai űrhajós

## Életpálya
A haditengerészeti repülőfőiskola elvégzését követően 1954-től repülőtiszt. 1959-től a NASA kötelékében berepülőpilóta. 1966. április 4-től az ötödik amerikai csoport tagjaként kezdte meg az űrhajóskiképzést. Összesen 5 napot, 22 órát és 54 percet töltött a világűrben. 1979. június 29-én leszerelt a NASA űrhajóskötelékéből és az Apollo-holdkompot gyártó Grumman Aerospace vállalat egyik alelnöke lett.

## Repülések
(zárójelben a repülés dátuma)
- Apollo–13 (1970. április 11. – 1970. április 17.)
- Enterprise (1977-ben öt alkalommal)

### Apollo–13
Az Apollo–13 célja a Holdon való leszállás a 80 km átmérőjű Fra Mauro kráterben. A háromtagú legénység (James Lovell parancsnok, Jack Swigert parancsnokimodul-pilóta és Fred Haise holdkomppilóta) küldetése meghiúsult, mert a küldetés harmadik napján, 321.860 kilométerre a Földtől robbanás történt az űrhajó műszaki egységében. Az Apollo a Holdat megkerülve sikeresen visszatért a Földre.

## Tartalék személyzet

### Apollo–8
Haise az Apollo–8, az első, Holdat elérő űrhajó tartalék holdkomppilótája 1968 decemberében.

### Apollo–11
Haise az Apollo–11 tartalék holdkomppilótája 1969 júliusában. Ha Edwin Aldrin valamilyen oknál fogva nem repülhetett volna, Haise lett volna a második ember, aki egy másik égitest felszínére lép.

### Apollo–16
Haise volt az Apollo–16 tartalék parancsnoka 1972 áprilisában. A NASA-nál alkalmazott legénységválogatási szabályok szerint a nyolcadik holdra szálló küldetés, az Apollo–19 legénysége az Apollo–16 tartalékai lettek volna. Az Apollo–17 utáni holdra szállásokat viszont törölték.

## Berepülőpilóta

### Space Shuttle

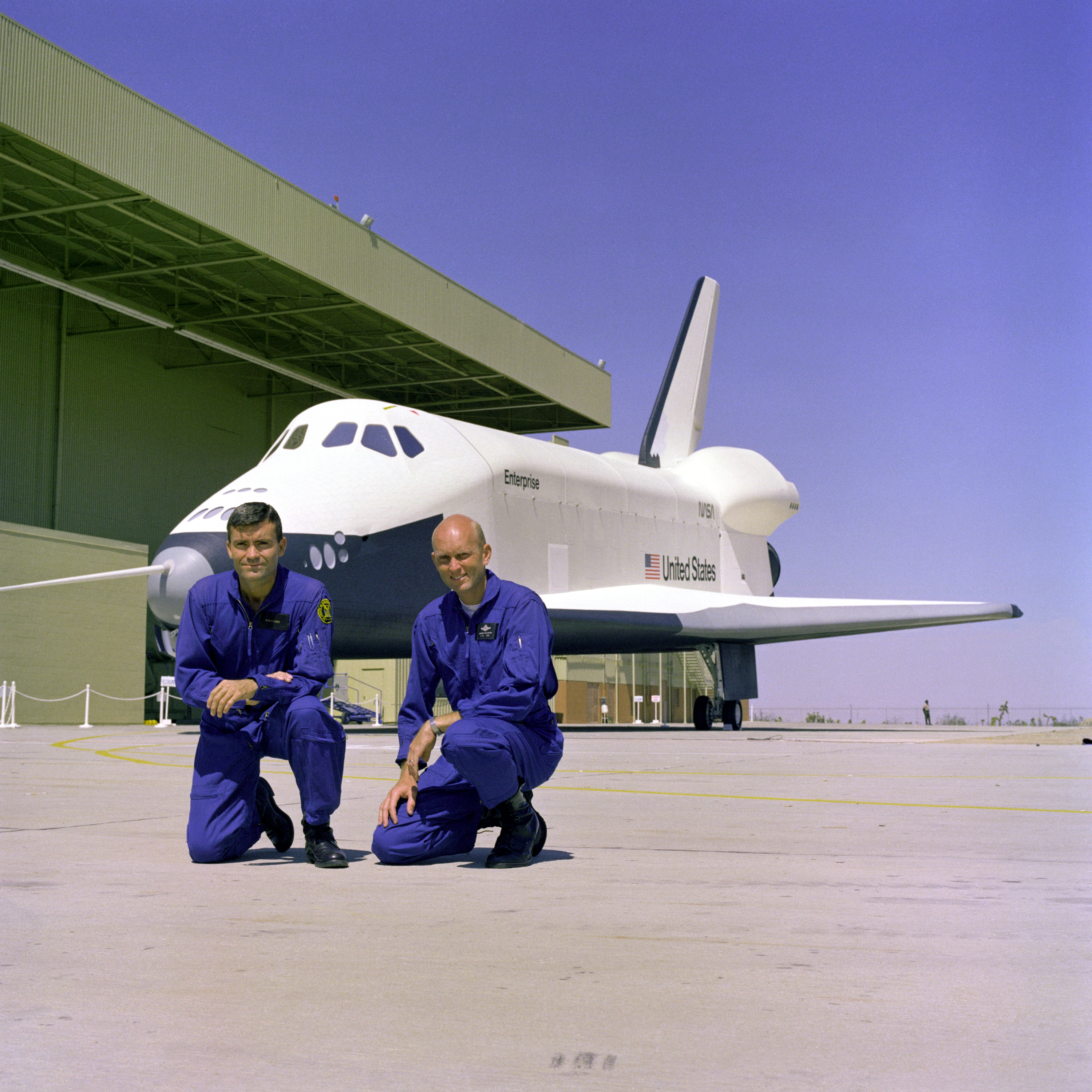
Haise és Fullerton az Enterprise előtt

Az Enterprise űrrepülőgép az első, amelyet a NASA megépített. Űrrepülésre nem volt alkalmas, csupán az STS-rendszer kipróbálására szánták; hajtómű és hővédőpajzs nélkül készült. Az emberes repülési/landolási teszteken kétfős legénység irányította a járművet, a nyolc repülésből négy alkalommal a Fred Haise – Gordon Fullerton páros.
A második orbitális Space Shuttle repülés (Haise és Fullerton) az eredeti tervek szerint még 1979-ben indult volna a Skylab űrállomás magasabb pályára emelése céljából. A küldetést törölték, az első űrrepülőgép a csúszások miatt csak 1981-ben startolhatott (A Skylab 1979 júniusában lezuhant).